# Бухгольц, Генрих
Генрих Бухгольц (нем. Heinrich Buchholz; 1735, Нарва — 1781, Санкт-Петербург) — русский художник немецкого происхождения.

## Биография и основные работы
Родился в 1735 году в Нарве (на тот момент входила в состав России) в семье прибалтийских немцев. Учился у художника Лукаса (Луки) Пфандцельта, который жил в России с 1741 года: до 1743 года в Ревеле, а затем — в Петербурге.
Что касается датирования хронологических границ творческой деятельности Бухгольца, то в этом вопросе существует большая путаница. Во многих источниках повторяется, что Бухгольц приехал в Россию в 1760-х годах, чего не могло быть, так как он родился в России, к тому же его учитель проживал там же. Более вероятно, что Бухгольц поступил в ученики к Пфандцельту ещё в 1740-е годы (может быть, даже в 1743 году, когда тот, по пути из Ревеля в Санкт-Петербург, проезжал через Нарву). Тем не менее в начале 1760-х годов Бухгольц всё ещё рассматривался в качестве «новичка».
В самом начале 1760-х годов Бухгольц участвовал в создании эскиза для мозаики М. В. Ломоносова «Полтавская баталия». Созданием эскиза (14 футов длиной и 9 высотой) руководил другой ученик Пфандцельта — Карл Людвиг Христинек. По словам мемуариста Якоба Штелина, «в помощь Христинеку были даны жалкие новички из академической живописной школы и подобная же пара бедняг из Канцелярии строений», одним из которых как раз и являлся Бухгольц.
Ориентировочно в середине 1760-х годов императрица Екатерина Вторая поручила Бухгольцу скопировать парадный портрет императрицы Елизаветы Петровны, к тому времени уже покойной, работы Луи Токе, который она желала разместить в Портретном зале Большого Царскосельского дворца. Создавая заказанную ему копию, Бухгольц смог скопировать одеяние Елизаветы, однако не мог справиться с воспроизведением её лица. В результате, после нескольких безуспешных попыток, в центр портрета работы Бухгольца (который, в свою очередь являлся копией с портрета работы Токе) был вшит квадрат холста с портретом Елизаветы работы Луи Каравака, после чего Бухгольц соединил два фрагмента в единый портрет. На странности портрета, сшитого из двух разных, впервые обратили внимание только в 1917 годы члены Художественной комиссии во главе с художником Александром Бенуа.
В 1769 году Бухгольц расписал снаружи одну из парадных карет императрицы Екатерины Великой, которая в начале XX века хранилась в собрании ныне несуществующего санкт-петербургского Конюшенного музея.
Также Бухгольцем была создана аллегорическая картина, прославляющая императрицу Екатерину, как преемницу Петра I (1777, ныне хранится в Государственном Эрмитаже). В левой части картины изображён Пётр I, восседающий на облаке, которому Хронос (персонификация Времени) указывает на прошедшие за полвека позитивные изменения: Санкт-Петербург, основанный Петром Великим, процветает, закладываются новые корабли, выстроен памятник самому Петру Первому — Медный всадник. В правой части картины персонификация Славы, также парящая в облаках, показывает Петру барельеф с портретом Екатерины и карту Крыма, который в тот момент находился в процессе присоединения к России. По деревянному мосту через Неву русские солдаты проводят пленных крымских татар и турок, для того, чтоб возложить их знамёна к подножию памятника Петру.
Скончался Бухгольц в 1780 или 1781 году в Санкт-Петербурге.

## Другие произведения
Также Бухгольцу приписывается создание целого ряда портретов, не образующих ни малейшего единства в стилистическом отношении, среди которых:
1) Парадный поясной портрет фельдмаршала Миниха, сегодня являющийся наиболее часто воспроизводимым его портретом (один вариант — Государственный Эрмитаж; второй, поколенный вариант до революции хранился в санкт-петербургской Лютеранской церкви Петра и Павла). Встречается утверждение, что именно этот портрет полководца был гравирован Иоганном Штенглином, что небесспорно. Авторские (?) погрудные повторения того же портрета: одно — в ГРМ, второе — в музее-заповеднике «Кусково». С них (?!) была выполнена ещё одна гравюра Штенглина. Более резонно предположить, что обе гравюры Штенглина восходят к несохранившемуся поколенному портрету; неизвестно, был ли автором эрмитажного портрета также Бухгольц.
2) Портрет барона Корфа, основанный на более раннем портрете кисти Пфандцельдта, но с внесением очень значительных изменений: погрудный портрет превращён в поколенный, персонаж портрета «переодет», но поворот и выражение лица оставлены теми же; лицо прорисовано гораздо менее тщательно.
3) Портрет Елизаветы Петровны в профиль (приписывается), Музей В. А. Тропинина, Москва.
4) Копия портрета Елизаветы Петровны в детстве с оригинала Луи Каравака, музей-заповедник «Петергоф».
5) Портреты княгини Голицыной и Марии Талызиной, которые типологически сходны друг с другом, но не с остальными работами художника.
6) Три разных портрета Екатерины I, как считается, с оригинала Жана-Марка Натье, с которым имеют достаточно мало общего. Вероятно, один из портретов (первый или же третий) является оригиналом, и его автором является не Бухгольц.
7) Несколько портретов Екатерины Второй: по меньшей мере, два погрудных — из собрания ГРМ и из собрания музея-заповедника «Царицыно», и один плохо сохранившийся ростовой парадный портрет, также из собрания ГРМ. Версия, что все эти портреты являются копиями с работ В. Эриксена, восходит к Ровинскому, что, с учётом личного знакомства императрицы с художником, небесспорно.
Также в источниках упоминаются написанные Бухгольцем портреты барона И. И. Врангеля и Штегельмана (который в одних источниках называется архитектором, тогда как в других — архиепископом; впрочем, все источники отмечают, что портрет имел «хороший колорит»).

## Галерея

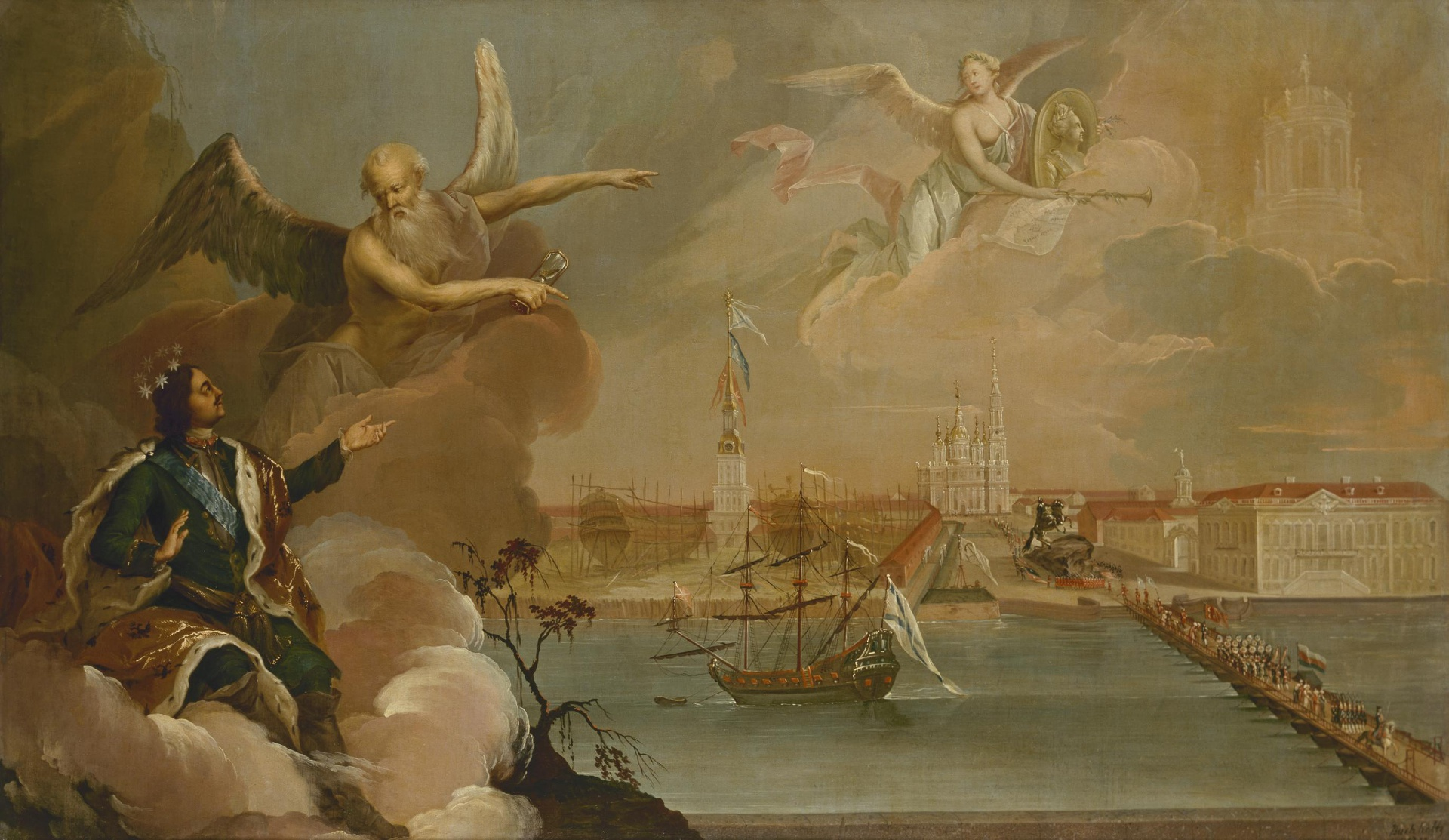
Так называемая «Аллегория побед русского флота в войне с Турцией», 1777, Государственный Эрмитаж.
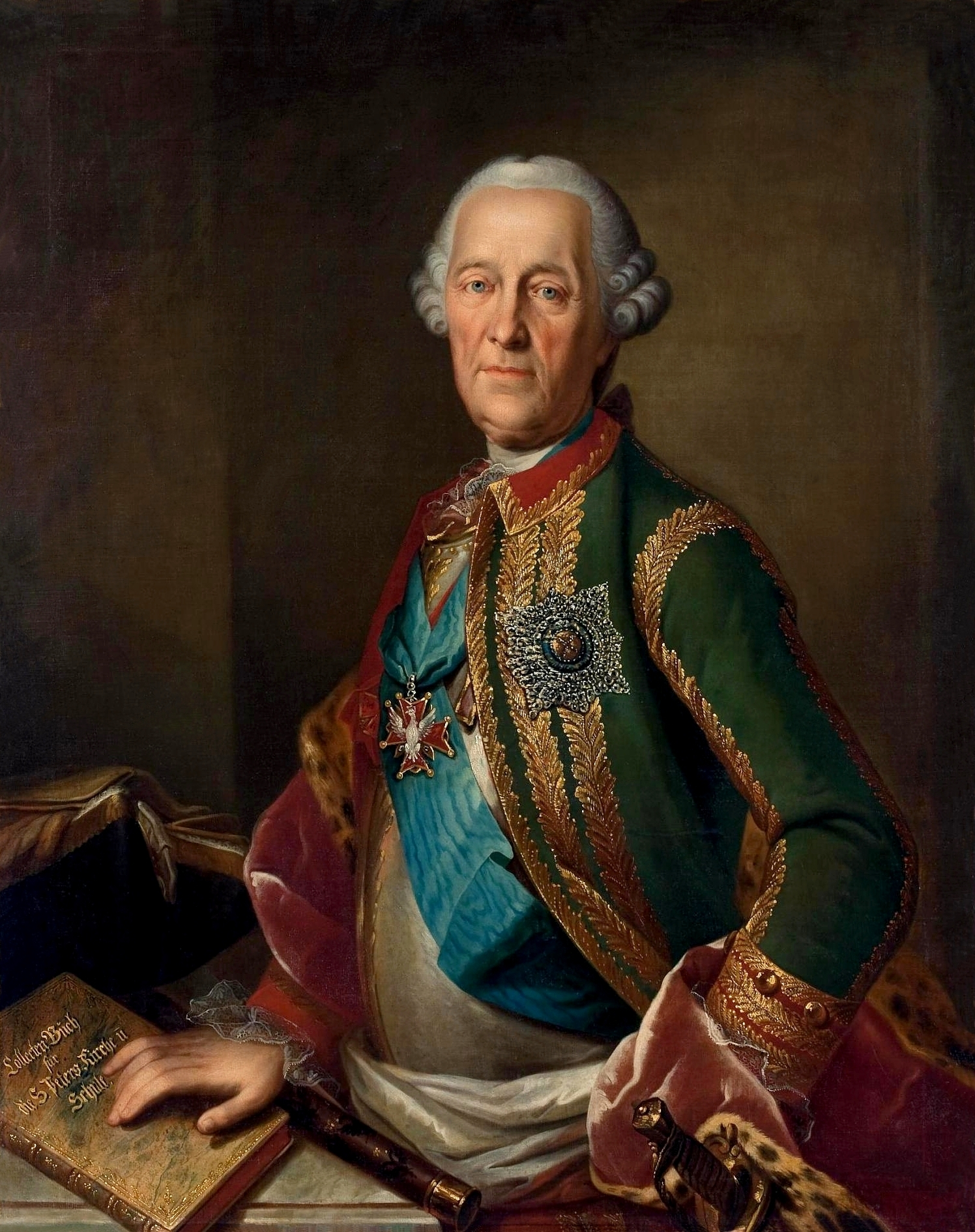
Портрет фельдмаршала Миниха, Государственный Эрмитаж.
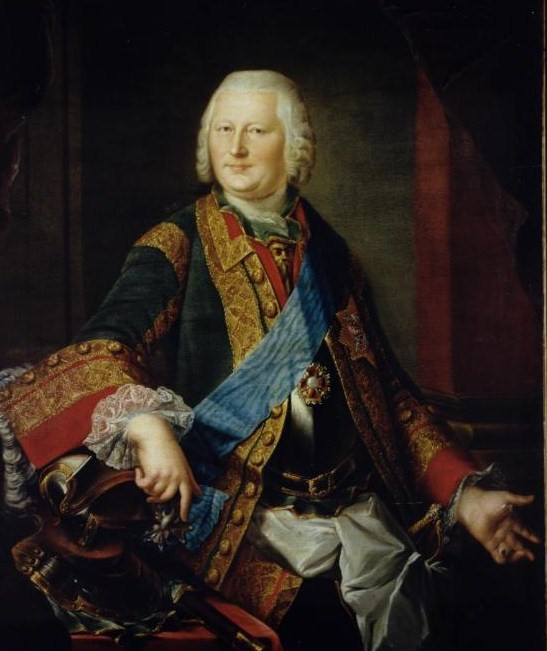
Портрет барона Н. А. Корфа. Вольное повторение портрета работы Пфандцельта.
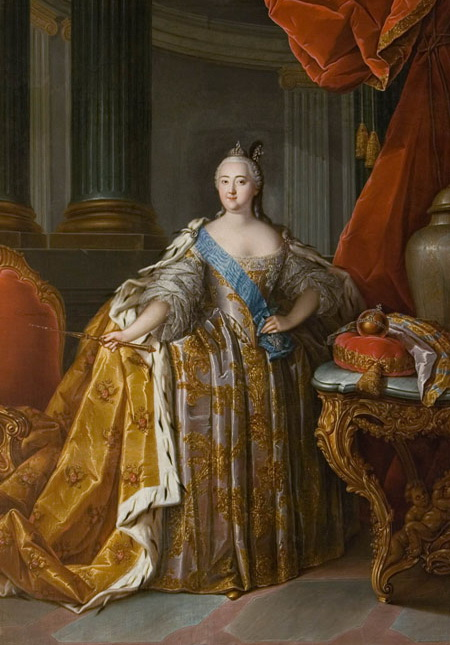
Портрет Елизаветы Петровны. «Совместное творчество» Бухгольца, Токе и Каравака. Музей-заповедник «Царское Село»
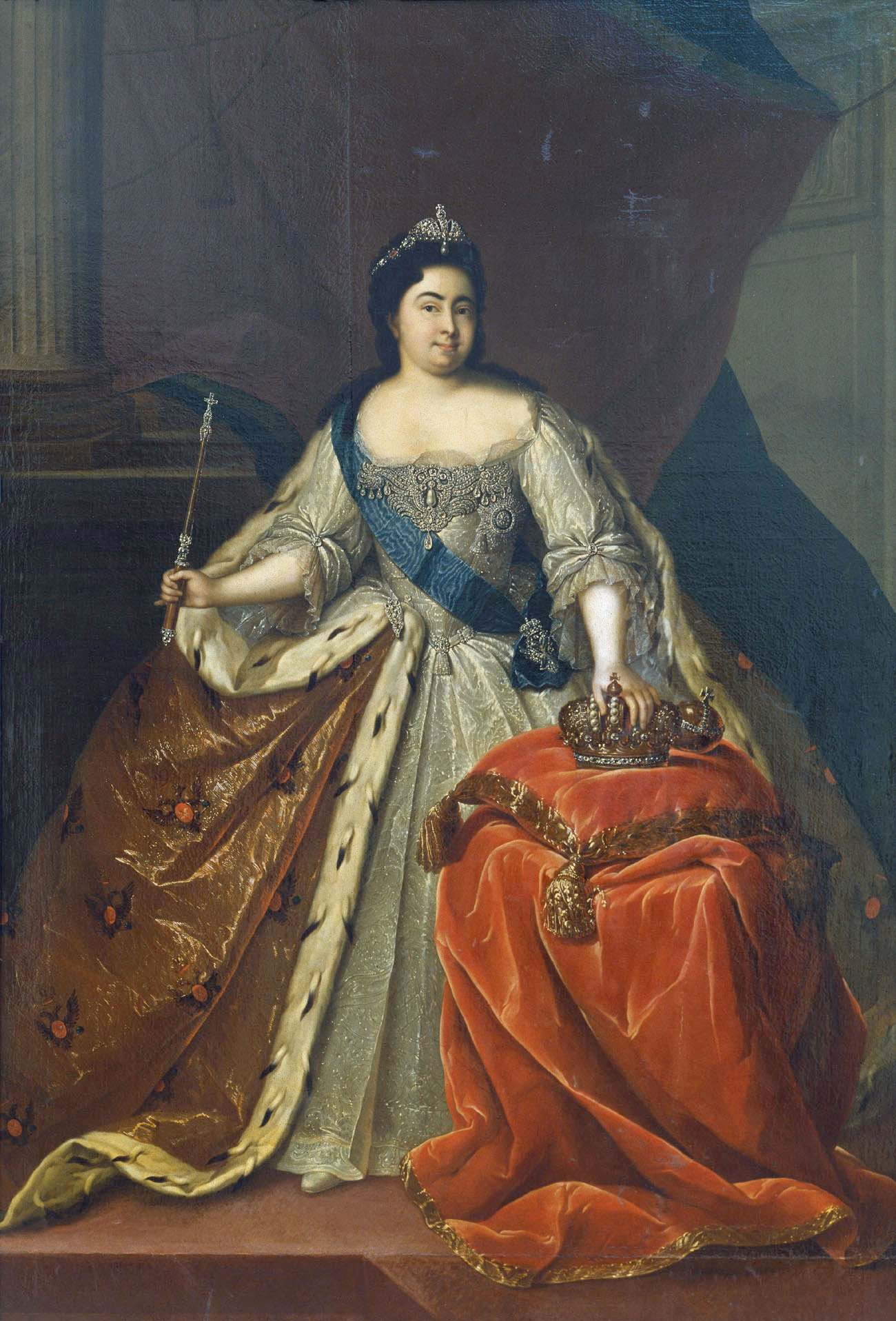
Портрет Екатерины I
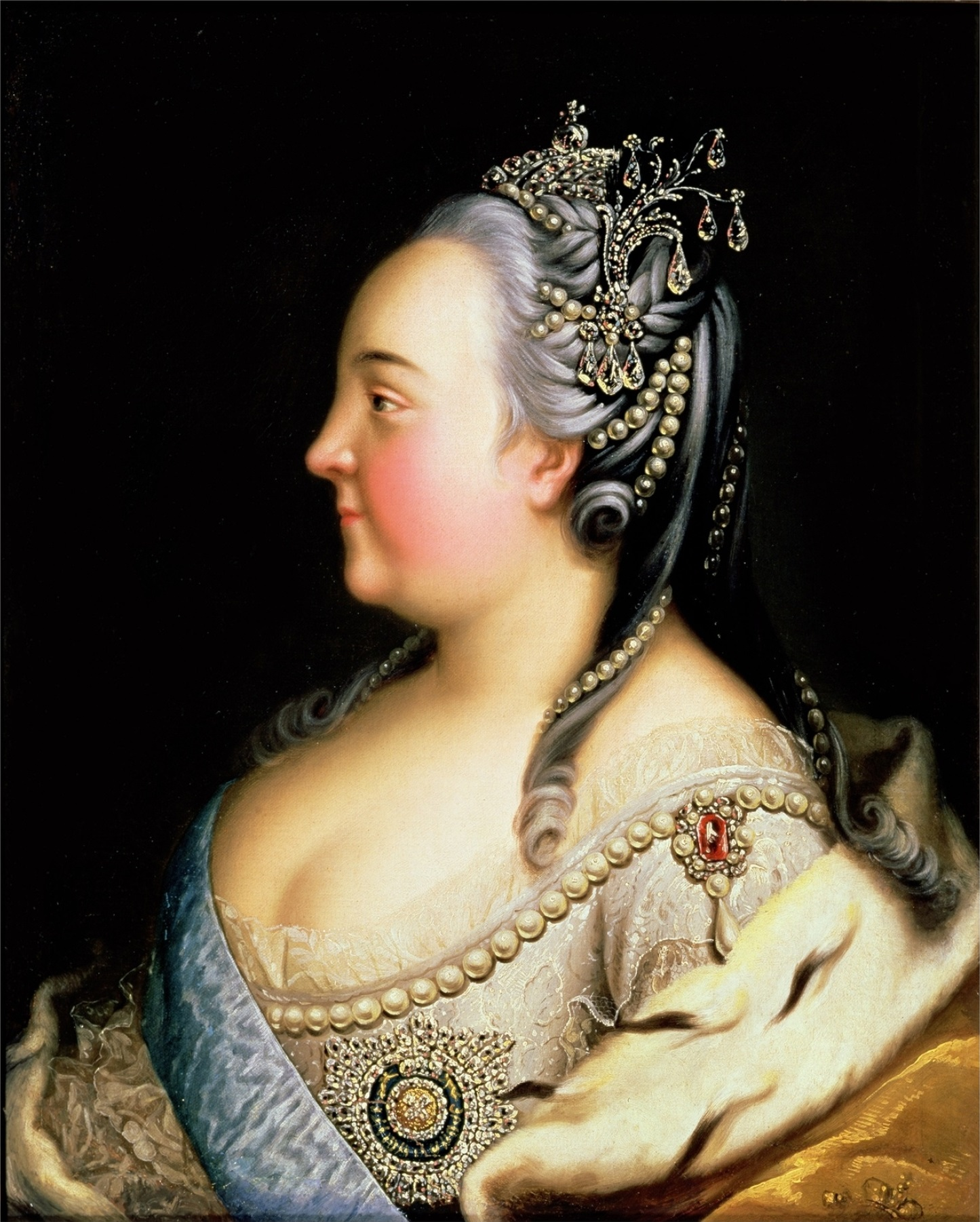
Портрет Елизаветы Петровны, Музей В. А. Тропинина, Москва.
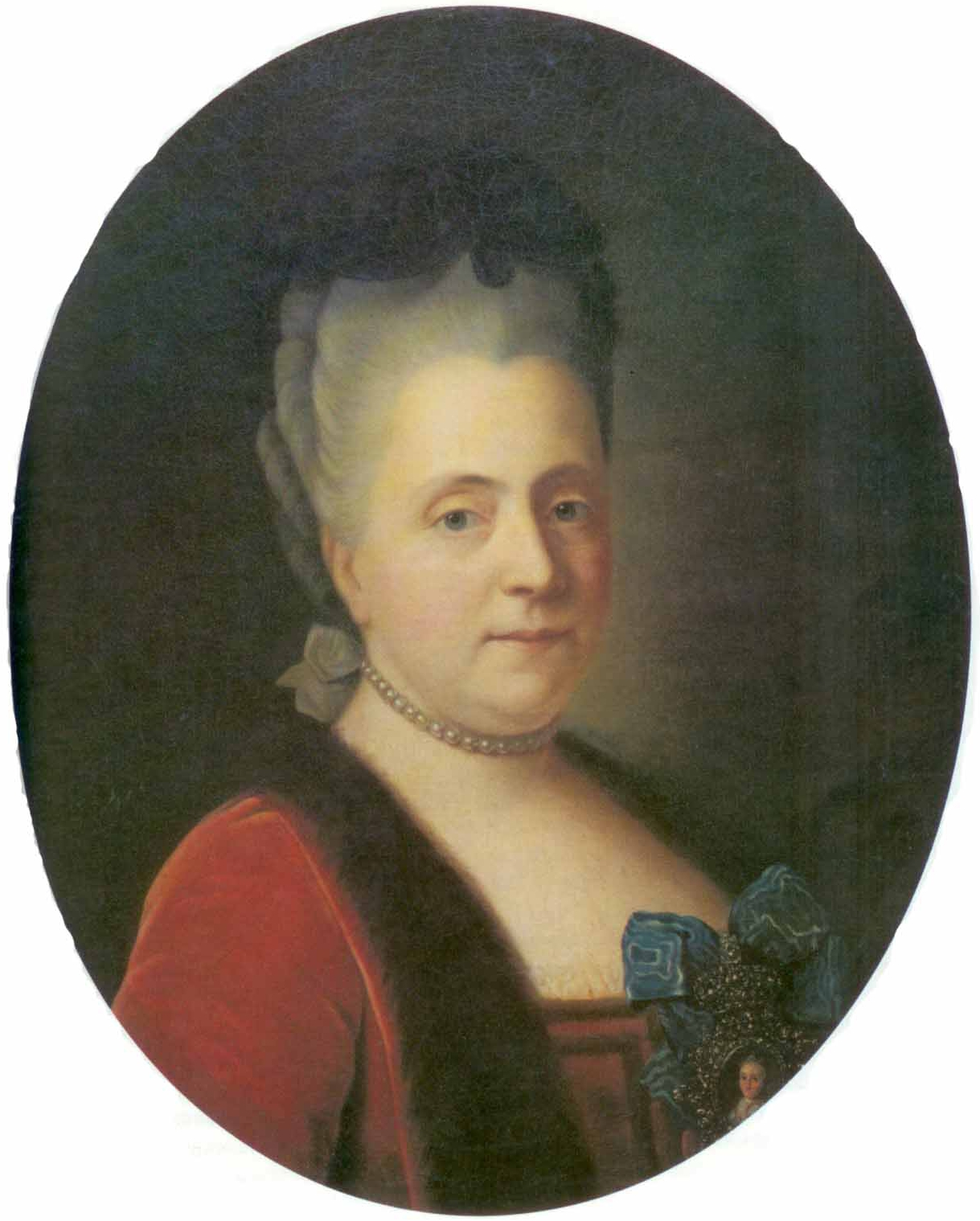
Портрет статс-дамы княгини Дарьи Алексеевны Голицыной, супруги генерал-фельдмаршала князя А. М. Голицына, урождённой княжны Гагариной, 1772, Государственная Третьяковская галерея.
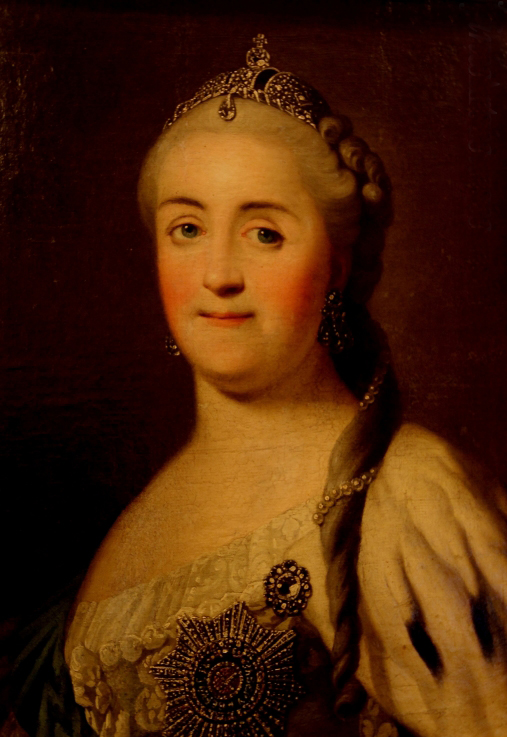
Портрет Екатерины Второй, Музей-заповедник «Царицыно».